# Umkleide- und Rüstzeit
Die Umkleide- und Rüstzeit ist die Zeitspanne für Mitarbeiter, um eine notwendige Uniform bzw. Dienstkleidung sowie Ausrüstungsgegenstände zusammenzustellen und an- respektive abzulegen. Betroffen sind vor allem Dienstkräfte (vor allem Polizeivollzugsbeamte, Feuerwehrleute und die Dienstkräfte der kommunalen Ordnungsdienste, jeweils meist im Außendienst). Dieser Personenkreis ist verpflichtet, Dienst in Uniform sowie mit persönlicher Ausrüstung (z. B. Schutzkleidung, Waffen) auszuüben. Es ist in Deutschland in vielen Bereichen strittig, ob es sich bei der Umkleide- und Rüstzeit um Arbeitszeit handelt oder nicht.
Viele Dienstherren zählen die Umkleide- und Rüstzeit, ca. zwei Mal sieben Minuten (plus Gehzeit) pro Arbeitseinheit, nicht zur Arbeitszeit.
Außerhalb des öffentlichen Dienstes zählt, wenn nicht etwas anderes vereinbart ist oder sich anderes aus der betrieblichen Übung ergibt, Waschen und Umkleiden nicht zur (vergütungspflichtigen) Arbeitszeit.
Sowohl die GdP als auch die DPolG fordern eine Anerkennung der Rüst- und Umkleidezeiten als Arbeitszeit.:

„Die Kolleginnen und Kollegen müssen nicht auch noch private Zeit mitbringen, sie haben ein Anrecht auf angemessene Vergeltung ihrer Arbeitsleistung.“

## Rechtsprechung
In der Vergangenheit gab es in Deutschland mehrfach verwaltungsgerichtliche Urteile hierzu, die unterschiedlich ausfielen:
- Verwaltungsgericht Karlsruhe (11 K 3998/08) – verneint
- VG Stuttgart – verneint

- VG Münster (4 K 2819/04) – bejaht (Kläger wurde eine zusätzliche Woche Freizeit pro Jahr zuerkannt)[4][5]
- VGH Baden-Württemberg, 4. Senat (4 S 1676/10 und 4 S 1677/10) – hat Berufung gegen die beiden Urteile aus Karlsruhe und Stuttgart zugelassen[6]
- OVG Nordrhein-Westfalen – bejaht (Das An- und Ablegen der zahlreichen Ausrüstungsgegenstände der Polizeibeamten ist als Dienstzeit zu werten. Revision nicht zugelassen, Nichtzulassungsbeschwerde aber möglich)[7]

Nach neuerer höchstrichterlicher Rechtsprechung gilt die Rüstzeit dann als vergütungspflichtige Arbeitszeit, wenn das Tragen der Dienst- bzw. Arbeitskleidung durch den Arbeitgeber angeordnet wurde und diese Dienstkleidung entweder nicht außerhalb des Dienstes  auf dem Weg zur Arbeit getragen werden darf oder der Arbeitnehmer bei objektiver Betrachtung kein eigenes Interesse daran hat, diese außerhalb der Arbeitsstelle zu tragen (z. B. wegen auffälliger Gestaltung oder einem darauf befindlichen Firmenlogo). In diesem Fall zählen auch die Wege zwischen Umkleideraum und Arbeitsplatz als Arbeitszeit. (BAG, 1 ABR 54/08 vom 0.11.2009, 5 AZR 678/11 vom 19.09.2012 und 1 ABR 76713 vom 17.11.2015). Die Tarifparteien können allerdings die Umkleidezeiten im Tarifvertrag ausdrücklich von der Vergütungspflicht ausnehmen (BAG, 5 AZR 954/12 vom 13.12.2016).